# Callionima inuus
Callionima inuus är en fjärilsart som beskrevs av Rothschild och Jordan 1903. Callionima inuus ingår i släktet Callionima och familjen svärmare. Inga underarter finns listade i Catalogue of Life.

## Bildgalleri

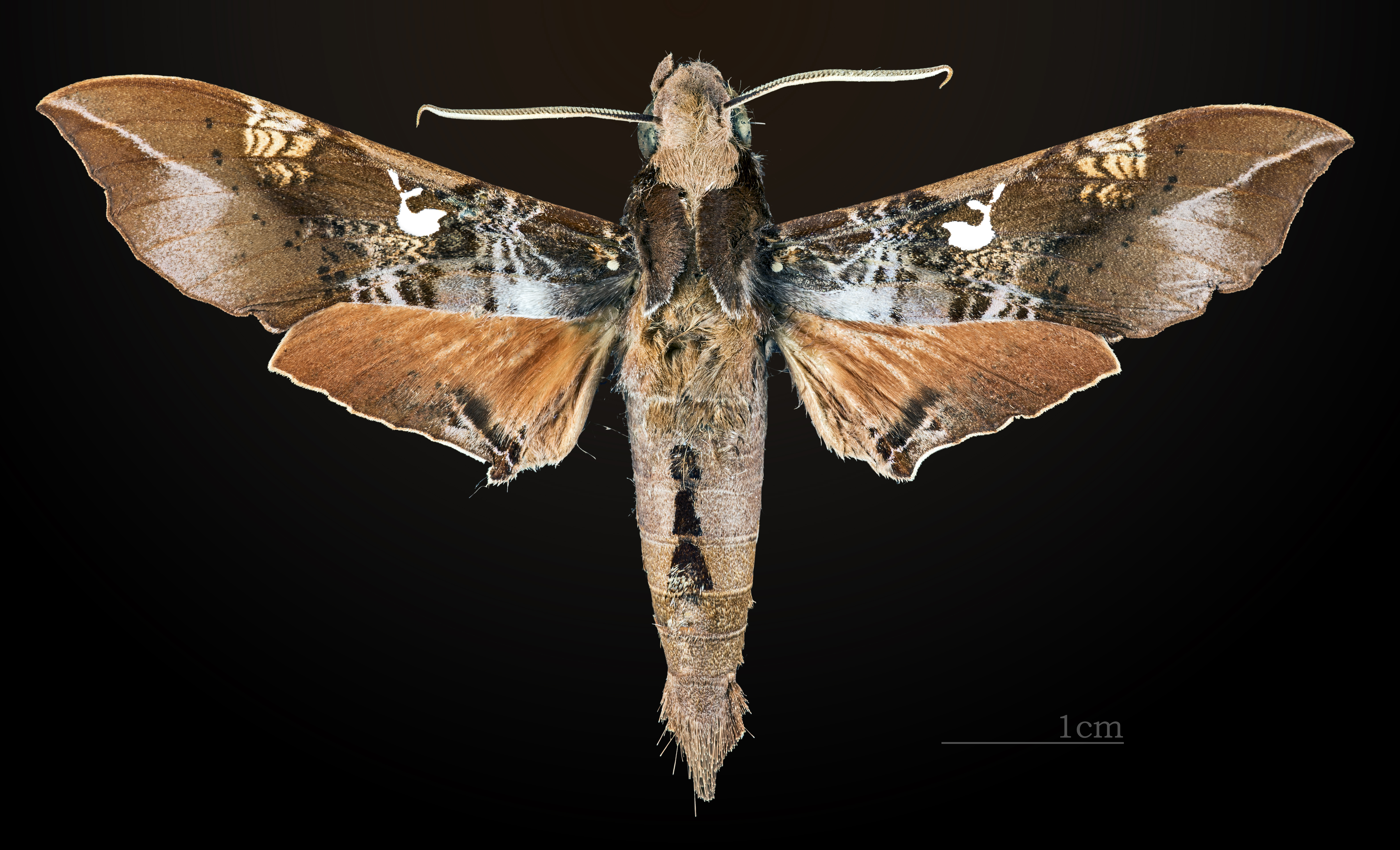
♂
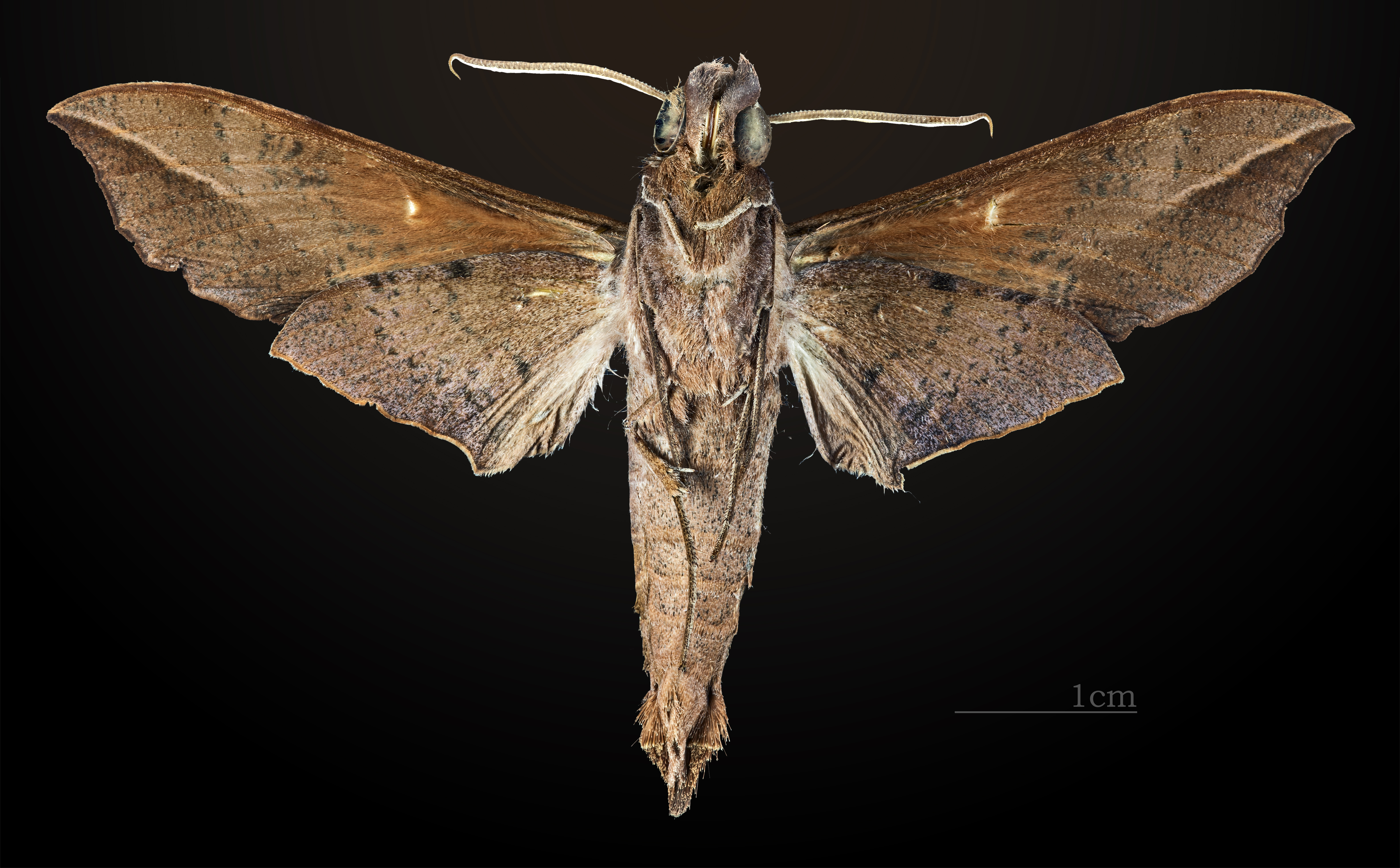
♂ △
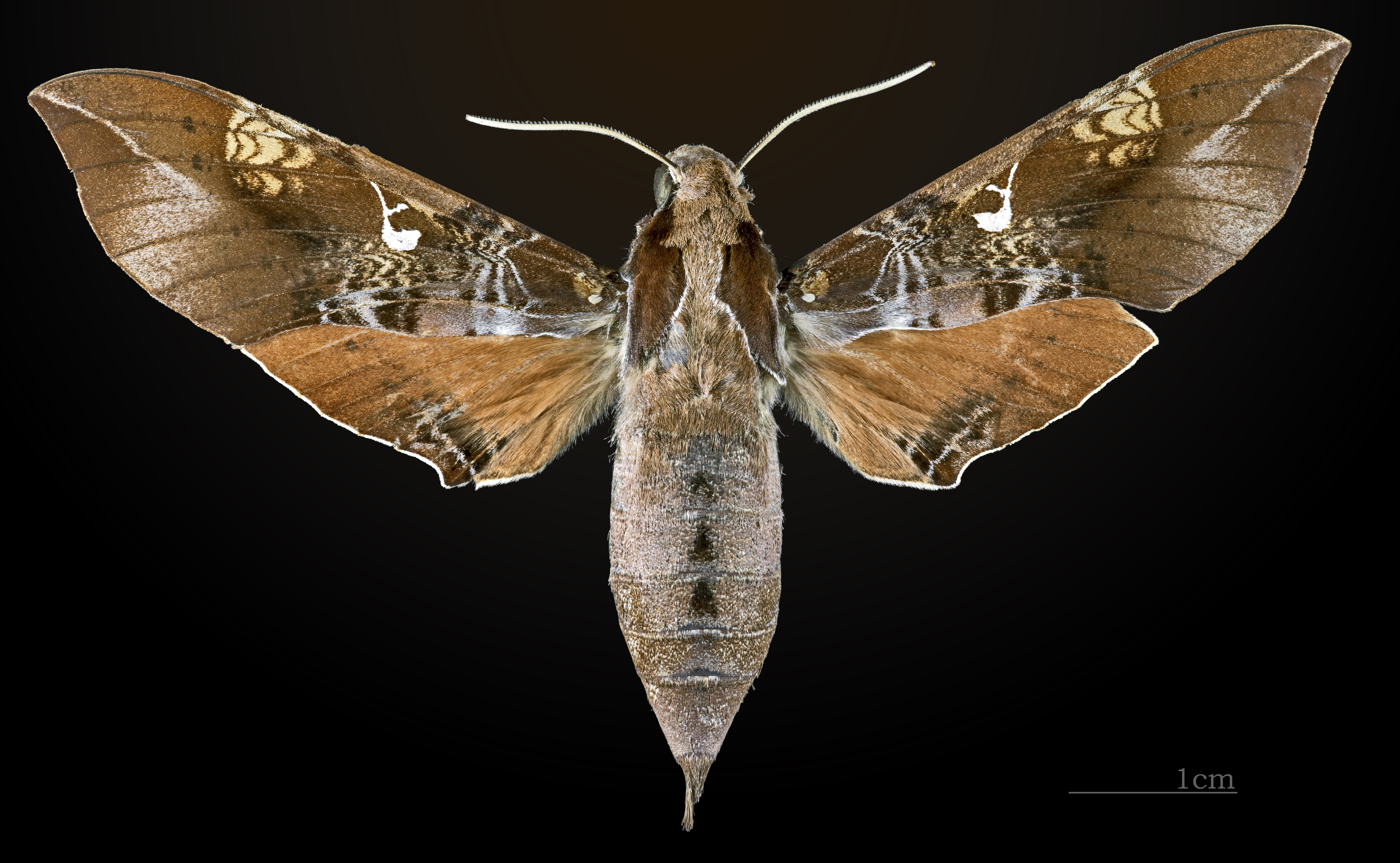
♀
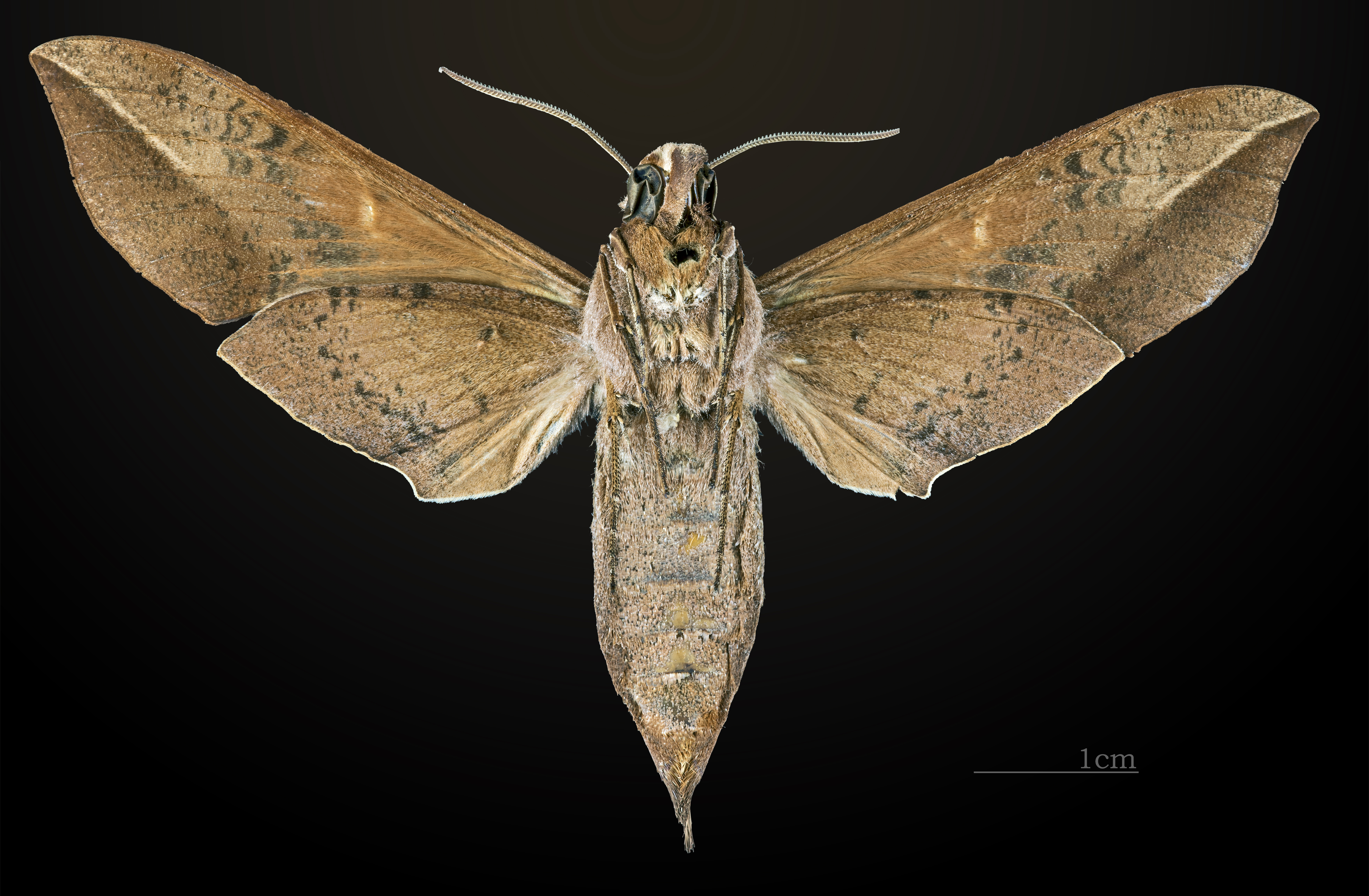
♀ △